# Neotoma nelsoni
Neotoma nelsoni és una espècie de mamífer rosegador de la família dels cricètids. És endèmica dels vessants volcànics orientals del Pic d'Orizaba i el Cofre de Perote (Mèxic). Els seus hàbitats naturals són els matollars xeròfils, els boscos de pins i roures, les selves nebuloses i les selves tropicals situades a congostos profunds. Està amenaçada per la transformació del seu medi per a usos agrícoles.
L'espècie fou anomenada en honor del naturalista i etnòleg estatunidenc Edward William Nelson.